# Juletta fika
Juletta fika är en kräftdjursart som beskrevs av Bruce1993. Juletta fika ingår i släktet Juletta och familjen klotkräftor. Inga underarter finns listade i Catalogue of Life.